# Square du Cardinal-Wyszynski
Le square du Cardinal-Wyszynski est un square du 14e arrondissement de Paris.

## Situation et accès
Il se trouve devant l’église Notre-Dame-du-Travail et longe la rue Vercingétorix.
Le square est desservi par la ligne 13 à la station Pernety.

## Origine du nom
Il porte le nom du cardinal Stefan Wyszyński (1901-1981), archevêque de Varsovie et primat de Pologne.

## Historique
Le square a été créé en 1986, dans la ZAC Guilleminot-Vercingétorix, sur une partie du terrain dégagé dans les années 1970 pour la réalisation d'un projet — finalement abandonné — de voie autoroutière, la « radiale Vercingétorix ».